# 33011 Kurtiscarsch
33011 Kurtiscarsch è un asteroide della fascia principale. Scoperto nel 1997, presenta un'orbita caratterizzata da un semiasse maggiore pari a 2,6818212 UA e da un'eccentricità di 0,1725319, inclinata di 13,74718° rispetto all'eclittica.